# Misumena arrogans
Misumena arrogans är en spindelart som beskrevs av Tord Tamerlan Teodor Thorell 1881. Misumena arrogans ingår i släktet Misumena och familjen krabbspindlar. Inga underarter finns listade i Catalogue of Life.